# 21F
El 21F es la denominación que recibió una masiva manifestación popular en Argentina, realizada el 21 de febrero de 2018 contra las políticas del gobierno de Mauricio Macri. La marcha organizada por el sindicato de Camioneros tuvo como punto central de concentración la Avenida 9 de Julio en la ciudad de Buenos Aires y se replicó en las principales ciudades del país: Jujuy, Salta, La Rioja, Tucumán, Formosa, Rosario, Resistencia, Santa Rosa, Posadas, Córdoba, Mendoza, Villa Mercedes, Neuquén, Comodoro Rivadavia, Bahía Blanca, General Roca, Bariloche, Viedma, Cipolletti, Villa Constitución, Santa Fe, Zárate y San Pedro, entre otras. El acto central en Buenos Aires reunió entre 400.000 y 500.000 personas. La marcha fue organizada bajo la premisa de proteger el trabajo argentino y como una forma de protesta generalizada contra las medidas de ajuste económico adoptadas por las autoridades.

## Antecedentes
Inicialmente, la movilización había sido planeada para el día 22 de febrero, pero en vista de que esa fecha coincidía con el aniversario de la Tragedia de Once, los organizadores decidieron adelantarla al día anterior, miércoles 21 de febrero.
El 14 de febrero, días antes de la marcha, una dirigente de Cambiemos reconoció que desde esa coalición extorsionaron a diferentes sindicalistas prometiendo distribuir 5000 millones de pesos, —unos 250 millones de dólares—, entre los sindicatos que rechacen sumarse a la movilización del 21F. En tanto la periodista Mariana Contartessi indicó que: "el gobierno esperaba que 5000 millones de pesos frenasen la marcha". Estos eran fondos propios de las obras sociales sindicales que el gobierno de Mauricio Macri les retenía a los sindicatos.
El día 20 de febrero se filtró a la prensa un audio según el cual desde el gobierno de Cambiemos se habrían dado indicaciones al canal América para que las imágenes que se mostraran de la movilización transmitieran la idea de que “los camioneros son todos borrachos".

El audio contiene la conversación de un periodista de A24, donde asegura que la decisión editorial es atacar la protesta trabajadora mostrando "recortes" de grupos de asistentes tomando alcohol o en actitud violenta, con el objetivo de desprestigiar la marcha. El audio describe la línea editorial supuestamente impartida desde la Casa Rosada a los medios de comunicación afines, entre ellos el canal A24 que preside Daniel Vila.

### 17F
Con el objetivo de contrarrestar la marcha opositora del 21F, el gobierno y sectores afines convocaron unos días antes a una marcha previa, el 17F en alusión al 17 de febrero, en apoyo al gobierno de Mauricio Macri, bajo la consigna "17F por la paz y la democracia". La convocatoria fue hecha a través de las redes sociales bajo el hashtag "#17FYoVoy" y contó con el respaldo del gobierno y de personalidades macristas como el escritor Federico Andahazi. 

La marcha convocó a unas pocas decenas de personas en el Obelisco que expresaron su adhesión al gobierno de Mauricio Macri y a Cambiemos, con banderas argentinas y leyendas como “Sigamos mejorando” o “Sí se puede” y carteles en apoyo a las políticas de "mano dura" y en contra de las organizaciones de defensa de los derechos humanos y las agrupaciones sindicales.
A pesar de la publicidad la movilización fue considerada un "fracaso".

## Asistentes
La convocatoria fue heterogénea, realizada por entidades sindicales, agrupaciones estudiantiles, organizaciones de mujeres, diferentes partidos políticos y representantes de organizaciones de pequeñas y medianas empresas perjudicados por la política económica del gobierno. La marcha fue convocada principalmente por el sindicalismo, pero contó con el apoyo de grupos y movimientos sociales así como de agrupaciones políticas de izquierda y otros sectores que se oponían a la política económica implementada por Mauricio Macri.
Dirigentes de entidades que agrupan a pequeñas y medianas industrias se reunieron en la intersección de avenida Independencia y avenida 9 de Julio en adhesión a la movilización de los trabajadores.Todas las entidades pymes que participaron fueron convocadas bajo el esquema organizativo de la Corriente Federal de los Trabajadores de la CGT. Entre los asistentes convocantes estuvieron Juan Carlos Schmid, Hugo Yasky (CTA de los Argentinos); Sergio Palazzo (Bancarios); Julio Piumato (Judiciales); y Roberto Baradel (SUTEBA). También estaban presentes los representares de Barrios de Pie, Confederación de Trabajadores de la Economía Popular (CTEP) y la Corriente Clasista y Combativa (CCC). El mismo apoyo fue otorgado desde la UEPC y el gremio municipal Suoem e Córdoba. El gremio Luz y Fuerza participó junto a la CTA y la CTA Autónoma con participación de los trabajadores estatales nucleados en ATE. También contó con el apoyo de los gremios Judiciales, Seguro, Peajes, Dragado y Balizamiento, Aeronavegantes, Canillitas y Panaderos, como también la Juventud Sindical, el Movimiento Evita, la Juventud Peronista y CTERA, el sindicato camionero y sus aliados en la CGT, además de varias agrupaciones regionales de la provincia de Buenos Aires (San Martín, Brown, San Miguel, Norte, Sur, Morón) y de otros lugares como Tierra del Fuego, Río Negro y San Lorenzo.

## Movilizaciones en otros puntos del país
La marcha se reprodujo en otros puntos del país, como Jujuy, Salta, La Rioja, Tucumán, Formosa, Rosario, Resistencia, Santa Rosa, Posadas, Córdoba, Mendoza, Villa Mercedes, Neuquén, Comodoro Rivadavia, Bahía Blanca, General Roca, Bariloche, Viedma, Cipolletti, Villa Constitución, Santa Fe, Zárate y San Pedro.

## Otras adhesiones
Se adhirieron a la movilización otras organizaciones, entre ellas distintas agrupaciones gremiales y cámaras empresarias, que se manifestaron en contra de las políticas económicas, especialmente la pérdida del mercado interno, la apertura generalizada de las importaciones y los aumentos de las tarifas.

## Incidentes previos
El mismo día de la movilización, diferentes medios mostraron acciones de efectivos de Gendarmería deteniendo a los micros que iban a la Marcha 21F.

En la RN34, a la altura de la localidad santiagueña de Fernández, las fuerzas de seguridad dispusieran arbitrariamente el secuestro de un colectivo que trasladaba trabajadores tucumanos que iban hacia la marcha en Buenos Aires.
También se denunció que esa mañana la policía bonaerense paró y requisó micros en cercanías de la localidad de Samborombón, y en la autopista Acceso Norte.

## Consignas
Entre otras consignas se denunció la pérdida de fuentes de trabajo y de poder adquisitivo a partir de la entrada de productos importados.Se reclamó la derogación de la Ley de reforma Previsional, y a favor de paritarias libres y sin topes, y contra la persecución del gobierno nacional.
En las ciudades patagónicas de Bariloche y Viedma las consignas de la marcha fueron contra los despidos del sector público y privado; en reclamo de paritarias libres y sin techo; contra los tarifazos en los servicios y bienes de consumo populares; por el cese de la persecución a los luchadores sociales y la libertad a los presas políticos en Argentina; por el juicio y castigo a los responsables de las muertes de Santiago Maldonado y Rafael Nahuel; contra las reformas educativas, previsonal y laboral; contra el desmantelamiento de programas socioeducativos, de salud sexual y reproductiva, de atención a las personas con discapacidad, etc.
En el marco de las protestas en la capital neuquina y la ciudad rionegrina de Cipolletti, productores frutícolas del Alto Valle arrojaron miles de kilogramos de manzanas y peras en protesta por la crisis que atraviesa la economía regional.